# 領袖頌

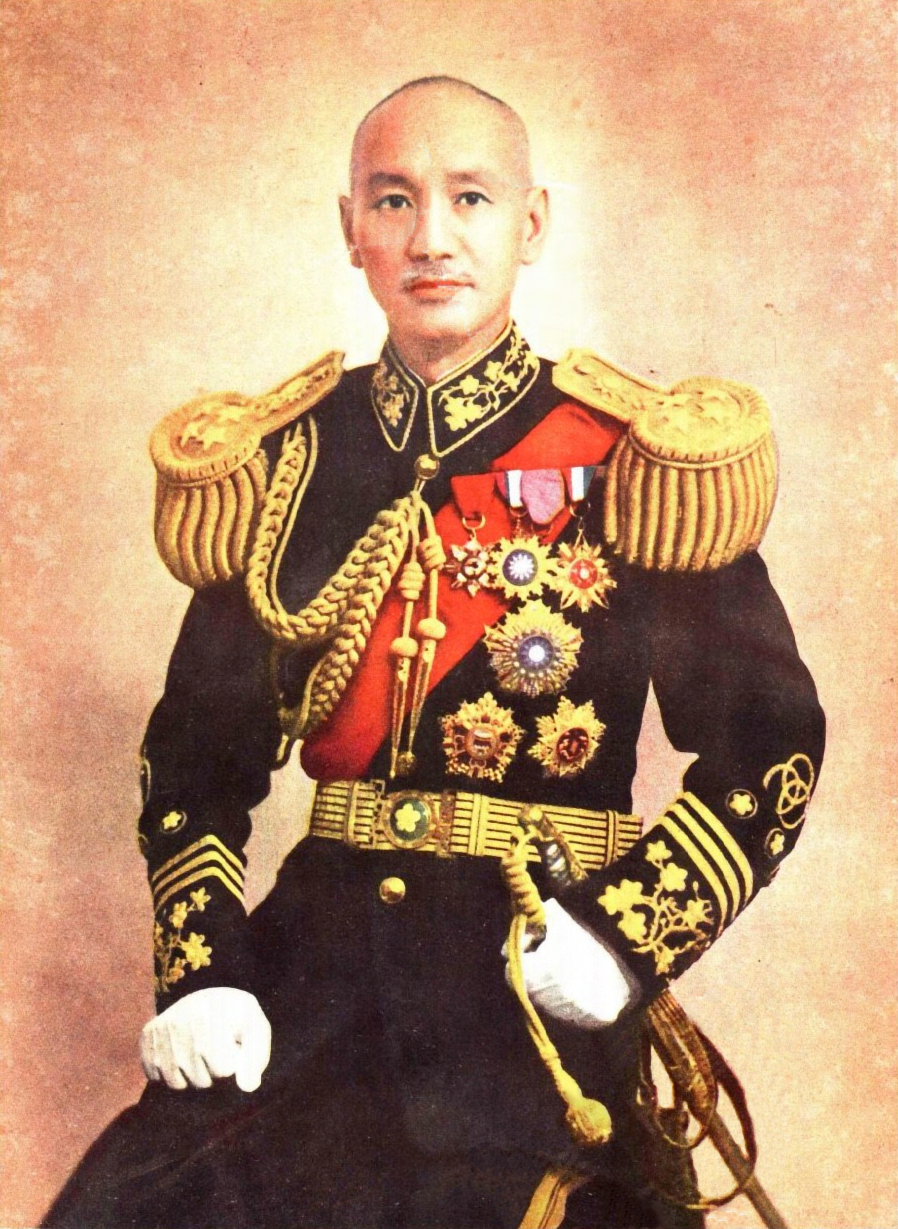
中國國民黨與中華民國的領袖 蔣公

領袖頌，是中華民國政府在臺灣所編製的政治歌曲，一共有兩個版本。第一個版本為李士英詞與張化民曲，第二個版本為領袖萬歲，由李中和作曲。
此處所指的領袖為時任中華民國總統及中國國民黨總裁的蔣中正。

## 歌詞

### 版本一（領袖頌）
| “ | 領袖！領袖！偉大的領袖！ 您是大革命的導師，您是大時代的舵手， 讓我們服從您的領導，讓我們團結在您的四周。 為了生存為了自由，大家必須來戰鬥， 中華民族發出了反共的怒吼，鐵幕裡的同胞再也不能忍受。 為了生存為了自由，人人需要戰鬥、人人需要領袖， 我們要在您勝利的旗幟底下， 打倒朱毛，驅逐俄寇， 把國家民族拯救， 領袖萬歲！領袖萬歲！ 我們永遠跟您走！我們永遠跟您走！ | ” |

### 版本二（領袖萬歲）
| “ | 領袖、領袖，我們偉大領袖， 您是時代的舵手，是舉世無雙的偉人， 您代表炎黃世胄的道統，是我們中華民族的救星。 領袖、領袖，我們偉大領袖， 您的豐功偉績，永遠為我們所崇敬， 您象徵天地的正氣，是共產邪惡的剋星， 您忍辱負重，救國救民， 指引著我們朝向光明，走向復興， 我們有了您領導，堅決反共必勝，建國必成、堅決反共必勝，建國必成。 讓我們高呼： 領袖萬歲、領袖萬歲、領袖萬歲！ | ” |

## 永懷領袖
〈永懷領袖〉這首曲子是中華民國政府於蔣中正逝世後特別編製的，此曲用於緬懷總統蔣中正的功業並訓勉中華民國國民勿忘其遺志。

### 歌詞
| “ | 領袖 蔣公，我們永遠懷念您， 您永遠為我們敬重。 領袖 蔣公，我們永遠懷念您， 您永遠為我們歌頌。 您的精神，永垂不朽。 您的勳業舉世推崇， 您的遺訓全民遵從。 領袖 蔣公，我們永遠懷念您， 您永遠在我們心靈中。 我們永懷領袖 蔣公。 | ” |

## 外部連結
- {李士英 詞 與 張化民 曲 簡譜 （页面存档备份，存于） } (版本一)
- YouTube上的(版本一)
- YouTube上的(版本二)

### 其他國家的領袖頌

#### 大韓民國
- 大統領讚歌（朝鲜语：대통령 찬가）：韓國歌頌朴正熙的頌歌。
- 工作的大統領（일하는대통령）：韓國歌頌朴正熙的頌歌。

#### 越南共和國
- 推尊吴总统（Suy tôn Ngô Tổng Thống）：越南共和國歌頌總統吳廷琰的頌歌。

#### 印尼
- 印度尼西亞發展之父（Bapak Pembangunan Indonesia）：印尼歌頌蘇哈托的頌歌。

#### 匈牙利王國
- 我是霍爾蒂·米克洛什的戰士（Horthy Miklós katonája vagyok）：匈牙利王國歌頌霍爾蒂·米克洛什的頌歌。

#### 西班牙王國
- 大元帥之歌（El Generalísimo）：西班牙國歌頌佛朗哥的頌歌。

#### 智利
- 我的領袖，將軍（Mi capitán general）：智利歌頌皮諾契特的頌歌。
- 我的將軍，奧古斯托·皮諾契特（Mi General Augusto Pinochet）：智利歌頌皮諾契特的頌歌。
- 皮諾契特的鐵拳（Mano dura Pinochet）:智利歌頌皮諾契特的頌歌。

#### 巴拉圭
- 斯特羅斯納將軍之歌（General Stroessner）:巴拉圭歌頌斯特羅斯納的頌歌。

#### 多明尼加共和國
- 萬歲，我的領袖！（Que Viva el Jefe）：多明尼加歌頌特魯希略的頌歌。

#### 委內瑞拉
- 憲法總統上校馬科斯·佩雷斯·希門內斯（Coronel Marcos Perez Jimenez, Presidente Constitucional）：委內瑞拉歌頌希門尼斯的頌歌。

#### 玻利維亞
- 我有一個戰友（Yo tenía un camarada）：玻利維亞政府為紀念雷內·巴里恩托斯所編製的紀念歌曲。

#### 古巴
- 追隨巴蒂斯塔！（ ¡Con Batista!）：古巴歌頌巴蒂斯塔的頌歌。

#### 希臘
- 哦，喬治·帕帕多普洛斯（Oέρ Γεώργιος Παπαδόπουλος）：希臘歌頌帕帕多普洛斯的頌歌。